# Opgøret
Opgøret (originaltitel: The Stand) er en roman fra 1978 skrevet af Stephen King. 
Romanen udkom på dansk i 1989 under navnet Slutspil i en udgave i tre bind. Ved genudgivelsen i oktober 1995 blev romanen udgivet under titlen Opgøret.
Romanen er filmatiseret i to tv-serier, i 1994 og 2020.